# Nichtmetalle
|                                    | Kategorisierungen von Nichtmetallen |                                        |                                        |                                |
|                                    | Reaktive Nichtmetalle               | Reaktive Nichtmetalle                  | Reaktive Nichtmetalle                  | Edelgase                       |
| H, C, N, P, O, S, Se, F, Cl, Br, I | H, C, N, P, O, S, Se, F, Cl, Br, I  | H, C, N, P, O, S, Se, F, Cl, Br, I     | He, Ne, Ar, Kr, Xe, Rn                 |                                |
|                                    | Nichtmetalle                        | Nichtmetalle                           | Halogene                               | Edelgase                       |
| H, C, N, P, O, S, Se               | H, C, N, P, O, S, Se                | F, Cl, Br, I                           | He, Ne, Ar, Kr, Xe, Rn                 |                                |
|                                    | Fest                                | Flüssig                                | Gasförmig                              | Gasförmig                      |
| C, P, S, Se, I                     | Br                                  | H, N, O, F, Cl, He, Ne, Ar, Kr, Xe, Rn | H, N, O, F, Cl, He, Ne, Ar, Kr, Xe, Rn |                                |
|                                    | Elektronegative Nichtmetalle        | Stark elektronegative Nichtmetalle     | Stark elektronegative Nichtmetalle     | Edelgase                       |
| H, C, P, S, Se, I                  | N, O, F, Cl, Br                     | N, O, F, Cl, Br                        | He, Ne, Ar, Kr, Xe, Rn                 |                                |
|                                    | Mehratomige Elemente                | Zweiatomige Elemente                   | Zweiatomige Elemente                   | Einatomige Elemente (Edelgase) |
| C, P, S, Se                        | H, N, O, F, Cl, Br, I               | H, N, O, F, Cl, Br, I                  | He, Ne, Ar, Kr, Xe, Rn                 |                                |

Nichtmetalle (früher auch Metalloide genannt) sind chemische Elemente, denen die typischen metallischen Eigenschaften wie gute elektrische und thermische Leitfähigkeit, Glanz, Härte und gute Formbarkeit fehlen.
Nichtmetalle entsprechend der vorstehenden Definition sind: Wasserstoff, Kohlenstoff, Stickstoff, Phosphor, Sauerstoff, Schwefel, rotes Selen, die Halogene (Fluor, Chlor, Brom und Iod) sowie die Edelgase Helium, Neon, Argon, Krypton, Xenon, Radon und Oganesson. Ob die Halogene Astat und Tenness Nichtmetalle sind, konnte bislang noch nicht eindeutig bestimmt werden.
Die Grenzen zu Halbmetallen und Elementhalbleitern sind fließend, was zum einen durch die unterschiedliche Sichtweise der Fachbereiche (Chemie und Physik), zum anderen dadurch begründet ist, dass Modifikationen eines Elements vollkommen unterschiedliche Eigenschaften aufweisen können, und so zum Teil Eigenschaften ähnlich der von Metallen haben können.
Die bekanntesten Modifikationen des Kohlenstoffs, Graphit und Diamant, sind dafür ein gutes Beispiel. So weist Graphit im Gegensatz zum Diamant eine sehr gute elektrische Leitfähigkeit auf. Der Diamant hingegen besitzt trotz seiner sehr schlechten elektrischen Leitfähigkeit eine sehr hohe Wärmeleitfähigkeit (besser als Metalle). Die Ursache dafür liegt in unterschiedlichen Mechanismen der Wärmeübertragung im Diamant und in Metallen.
Dass Modifikationen vollkommen unterschiedliche Eigenschaften haben können, ist jedoch nur bei einem Teil der Nichtmetalle der Fall. Die metallischen Modifikationen können sich in einigen Fällen nur unter speziellen Bedingungen bilden, beispielsweise Wasserstoff unter extrem hohem Druck im Inneren von Planeten, oder Iod bei hohem Druck.
Die Elektronenaffinität von Nichtmetallen (mit Ausnahme der Edelgase) ist im Allgemeinen die höchste unter den chemischen Elementen. Dies führt dazu, dass nichtgebundene Atome bestrebt sind, Elektronen aufzunehmen, um eine stabile vollbesetzte Valenzschale zu erhalten (vgl. Oktettregel), anstatt wie die meisten Metalle Elektronen abzugeben. Ausnahme ist hier neben den erwähnten Edelgasen vor allem Stickstoff.
Die Elemente Wasserstoff, Stickstoff und Sauerstoff sowie die Halogene kommen nur als zweiatomige Moleküle vor.